# Tiziano Piccagliani

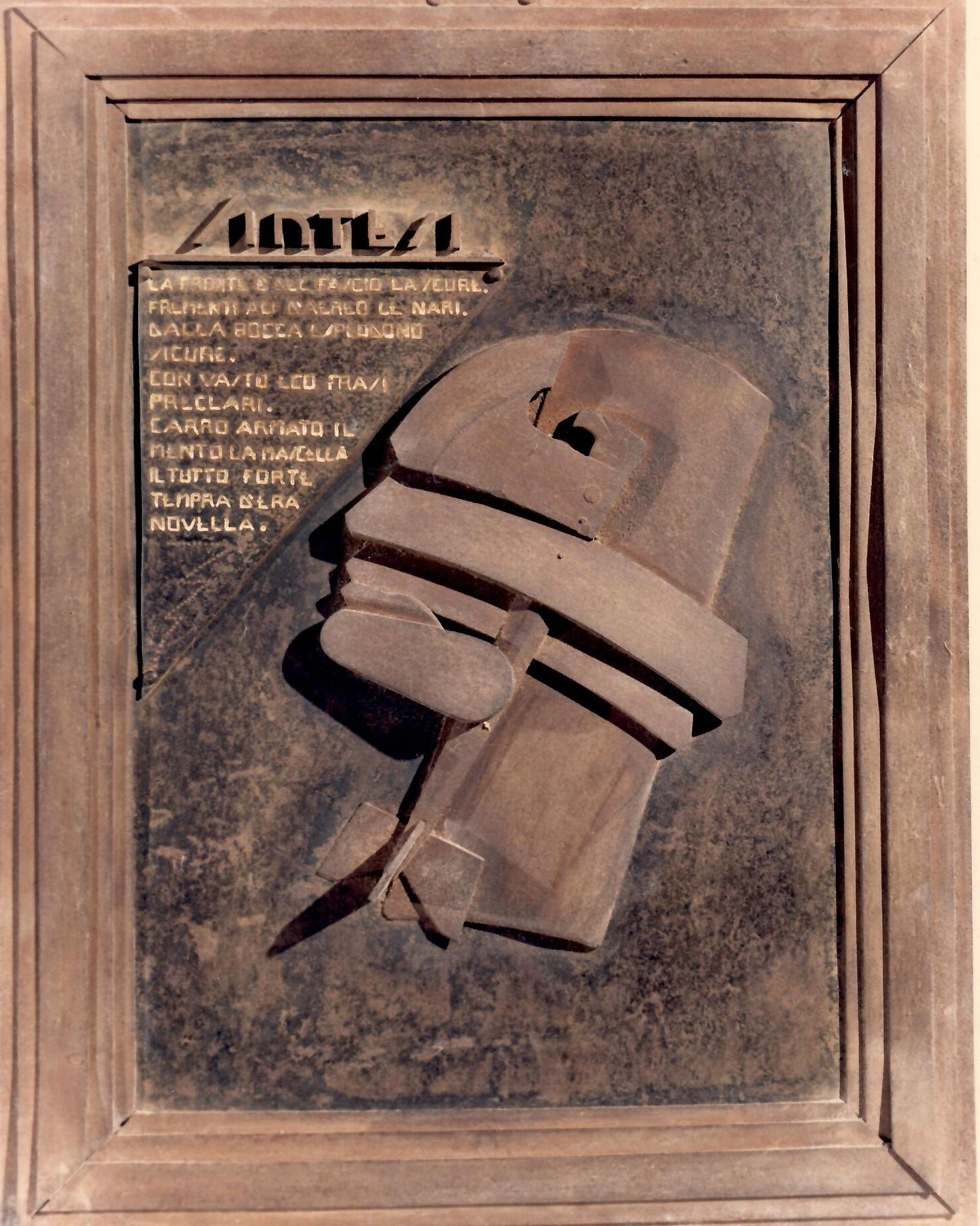

Tiziano Piccagliani, chiamato anche Picca, (Modena, 1913 – 2011) è stato un pittore, scultore e poeta italiano.

## Biografia
Fin da adolescente mostra interesse per l'arte. All’età di 15 anni aiuta il padre nel laboratorio orafo di famiglia ed inizia a studiare l’arte orafa producendo vari oggetti artistici. Frequenta i corsi della Scuola libera del nudo di Modena, poi si iscrive all'Accademia di belle arti “A.Venturi”.
Nel 1935 viene chiamato alle armi e spedito in Libia. Nel 1936 viene mandato in Africa orientale, dove rimarrà fino al 1938. Durante questo periodo partecipa alla mostra/concorso “Ritratto del Duce” indetto tra le forze armate al Ghebì di Harar con un bassorilievo in ferro, realizzato nell’officina del reparto, riproducente un ritratto mussoliniano con forti accenti futuristi; l’opera intitolata “Sintesi” verrà spedita a Roma e vincerà il primo premio.
In seguito l’opera riapparirà, dopo oltre cinquant'anni, sul mercato antiquariale attribuita a Giacomo Balla. Piccagliani riesce a dimostrare che invece è opera sua. La riacquista e verrà esposta alla mostra  “L’uomo della Provvidenza- Iconografia del Duce” tenutasi a Seravezza nel 1997 e pubblicata sul catalogo con la giusta paternità.
Appena rimpatriato viene nuovamente richiamato e spedito in Albania: tra il ’40 ed il ’45 sarà impegnato su diversi fronti di guerra.
Ha partecipato a mostre collettive nazionali ed internazionali di pittura con opere molto apprezzate che vanno dal futurismo degli anni ’30 al surrealismo del dopoguerra.
Negli ultimi anni si è dedicato al "collage", eseguendo una serie di dipinti di matrice surrealista con collages integrati da pittura ad olio, ognuno accompagnato da una poesia dedicata.
Ha conseguito premi e prestigiosi riconoscimenti culturali anche all’estero. Sue opere figurano in cataloghi, enciclopedie e libri d’arte.
Ha pubblicato saggi su argomenti d’arte e di storia, in particolare su Leonardo, Michelangelo, Raffaello, Pico della Mirandola.

## Premi
- "14° Rassegna Internazionale di Pittura, Scultura ed Arti Naive – Oscar d’Oro dellaCittà di Napoli – Centro Artistico Culturale “G.Rodinò”, Napoli 1973
- Il Pennello d’Oro – 3ª Edizione Premio Internazionale di Pittura, Scultura e Grafica – Ente Provinciale del Turismo di Milano – Ed. Corno Giovanni – Milano, 1974
- Mostra Internazionale di Pittura e scultura – IV Oscar d’Oro Città di Napoli – Centro
- Artistico e culturale “ G.Rodinò “ – Napoli, 1974
- “ VI Concorso Nazionale Città di Parma “ – Galleria Parma – Parma, 1976
- 3º Concorso Nazionale di Pittura “Città di Parma” – Gall.Parma 1978
- Biennale d’Arte Città della Spezia – 3ª Edizione , 1983
- Trofeo Città di Boretto – 1986
- Concorso Nazionale “I maestri del colore” – 1987
- X Trofeo del Po’ – Città di Borretto – 1988
- Concorso Scuola Naz. Art, G, Morandi – Fidenza – 1989
- Biennale d’arte Città di La Spezia - 1990
- “Esposizione Internazionale Artisti Contemporanei” Palazzo degli Affari, Firenze 3ª Edizione – Catalogo Ed. Arte Studio, Firenze 1992
- Segno e colore – Rassegna di Artisti ed opere del premio Arte 1992 – Ed.Mondadori, Milano 1993
- Premio “ Il Leon d’Oro” – Firenze - 1995
- “ L’uomo e il mare “ Concorso Internazionale di Pittura, Scultura, Grafica e Poesia – Edizioni Italart - Comune di Eraclea (Venezia) 1996
- Euro Art – Expo ’96 Verona – Mostra Internazionale d’Arte Contemporanea – 1996
- Ville della Padania – Concorso Nazionale di Pittura, Scultura , Poesia.- Cremona 1996
- “ Cristoforo Marzaroli “ XXI Edizione Concorso Nazionale di Pittura e Grafica –

Salsomaggiore Terme, 1997
- Mostra Internazionale d’Arte e Poesia – Premio Città d’Avellino – Centro Artistico culturale Arte e Libertà - 1998
- “ Cristoforo Marzaroli “ XXV Edizione Concorso Nazionale di Pittura e Grafica –

Salsomaggiore Terme, 2001